# 栃木県道230号下大羽益子線

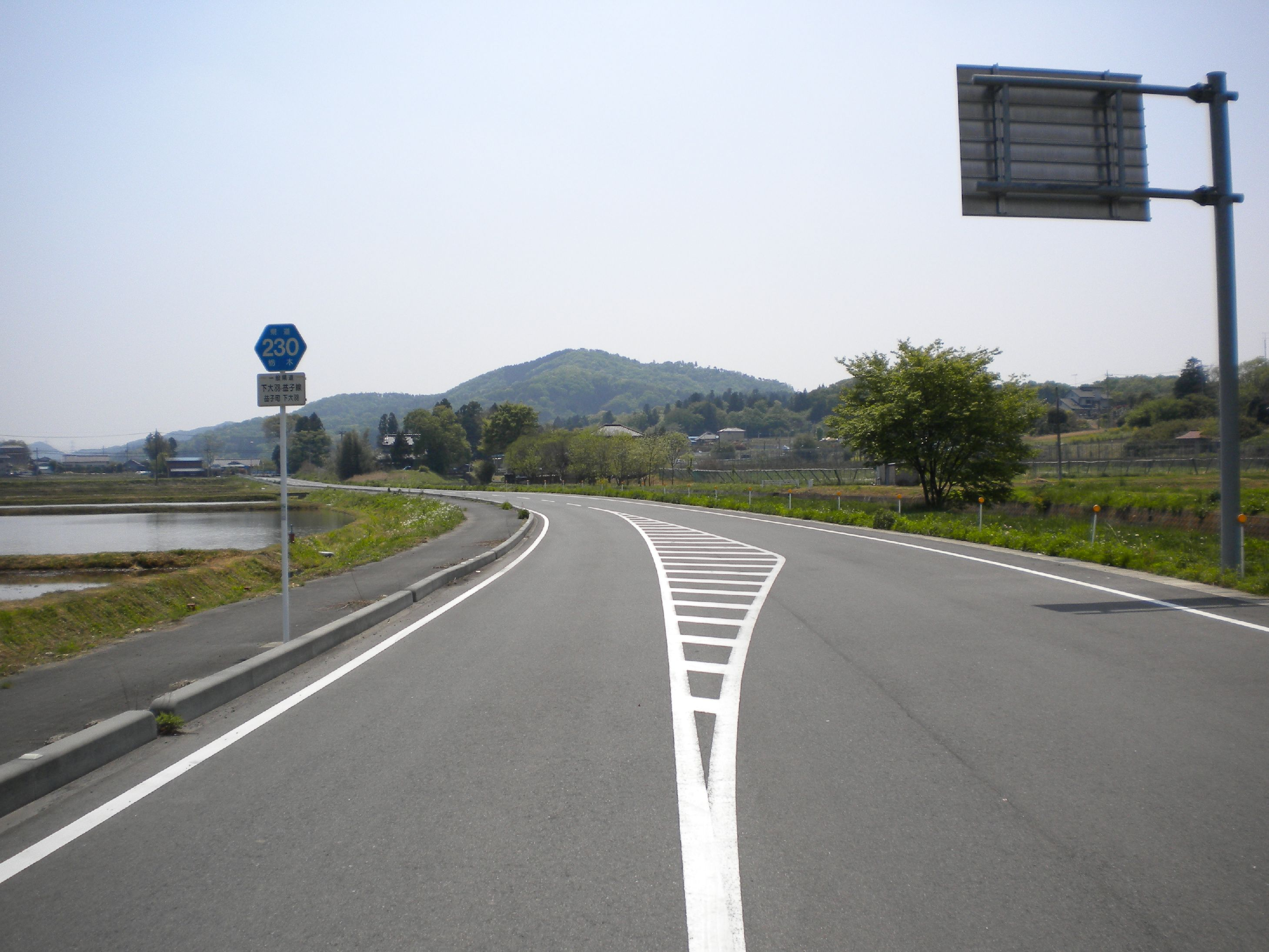
益子町下大羽付近

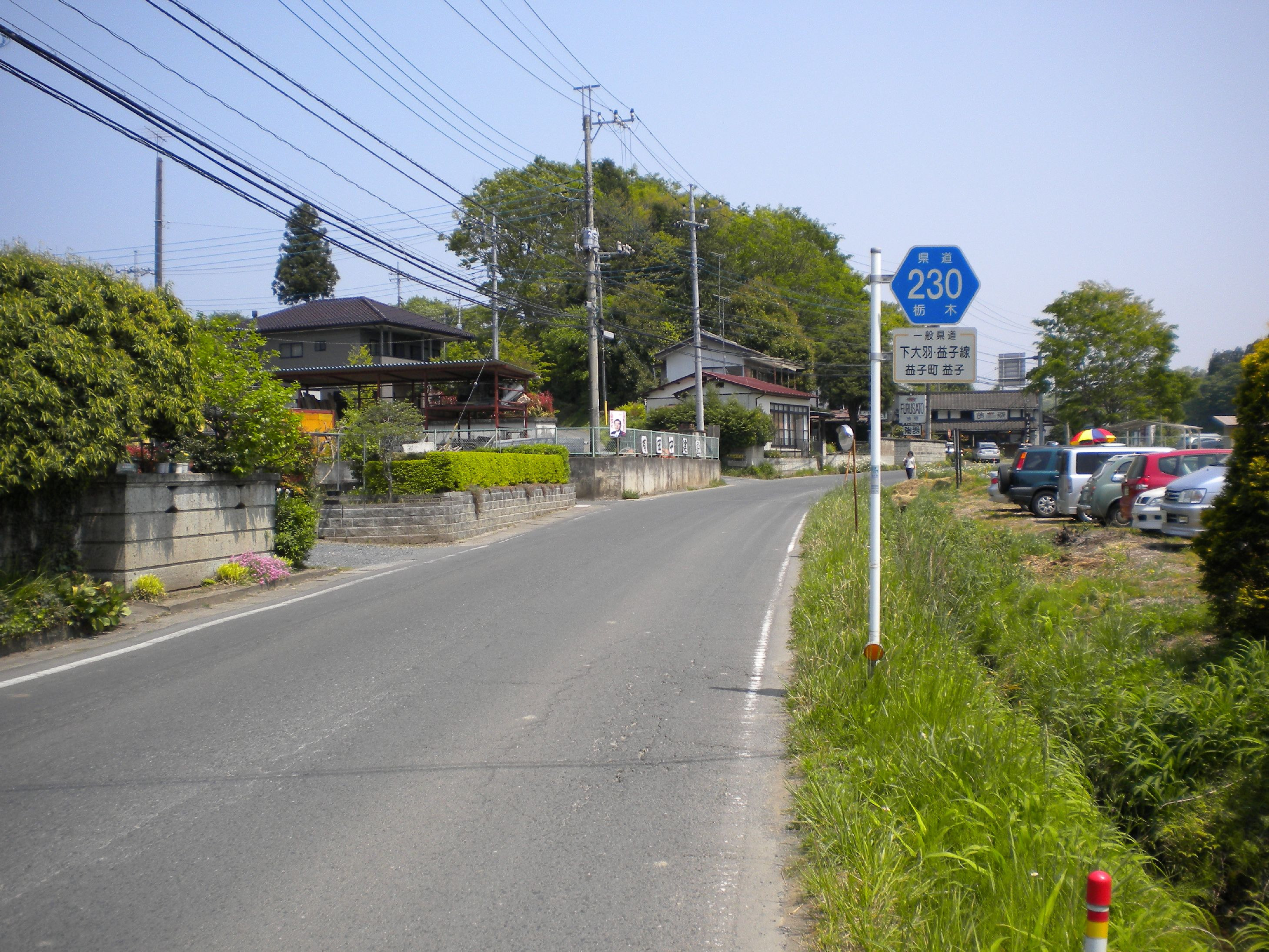
益子町益子付近

栃木県道230号下大羽益子線（とちぎけんどう230ごう しもおおばましこせん）は、栃木県芳賀郡益子町に位置する一般県道である。

## 概要
益子町東部の宇都宮笠間線分岐から益子県立自然公園区域の北端を経由し益子市街地に至る道路。益子市街地の通称「城内坂通り」では益子焼窯元共販センターや益子焼協同組合など益子焼の窯元や販売店が多数立ち並び、年2回行われる益子陶器市を中心に観光客で賑わう繁華街となっている。

## 路線データ
- 総延長：3.902km
- 起点：栃木県芳賀郡益子町大字下大羽（下大羽交差点＝栃木県道1号宇都宮笠間線交点）
- 終点：栃木県芳賀郡益子町大字益子（益子交差点＝栃木県道41号つくば益子線交点）
- 認定：1961年（昭和36年）4月1日

## 交差する道路
- 栃木県道297号山本下大羽線（益子町下大羽）
- 栃木県道262号益子公園線（益子町益子）

## 別名
城内坂通り
益子市街地における愛称。